# Phillip Kipyeko
Phillip Kipyeko (ur. 10 stycznia 1995) – ugandyjski lekkoatleta specjalizujący się w biegach długodystansowych.  
W 2011, startując na dystansie 3000 metrów, zajął 7. miejsce podczas mistrzostw świata juniorów młodszych oraz sięgnął po brąz igrzysk Wspólnoty Narodów młodzieży. Szósty zawodnik biegu na 5000 metrów podczas mistrzostw świata juniorów w Barcelonie (2012). Rok później bez powodzenia startował na światowym czempionacie w gronie seniorów. W 2014 był szósty w biegu na 5000 metrów podczas juniorskich mistrzostw świata w Eugene. Srebrny medalista mistrzostw Afryki w biegach przełajowych (2016). 

## Osiągnięcia
| Rok  | Impreza                                   | Miejsce         | Konkurencja         | Pozycja     | Wynik    |
| ---- | ----------------------------------------- | --------------- | ------------------- | ----------- | -------- |
| 2011 | Mistrzostwa świata w biegach przełajowych | Punta Umbría    | bieg juniorów       | 24. miejsce | 23:50    |
| 2011 | Mistrzostwa świata w biegach przełajowych | Punta Umbría    | drużyna juniorów    | 3. miejsce  |          |
| 2011 | Mistrzostwa świata juniorów młodszych     | Lille Metropole | bieg na 3000 metrów | 7. miejsce  | 8:11,12  |
| 2011 | Igrzyska Wspólnoty Narodów młodzieży      | Douglas         | bieg na 3000 metrów | 3. miejsce  | 8:02,33  |
| 2012 | Mistrzostwa świata juniorów               | Barcelona       | bieg na 5000 metrów | 6. miejsce  | 13:45,52 |
| 2013 | Mistrzostwa świata                        | Moskwa          | bieg na 5000 metrów | eliminacje  | 13:33,68 |
| 2014 | Mistrzostwa Afryki w biegach przełajowych | Kampala         | bieg juniorów       | 17. miejsce | 24:03    |
| 2014 | Mistrzostwa świata juniorów               | Eugene          | bieg na 5000 metrów | 6. miejsce  | 13:40,55 |
| 2015 | Mistrzostwa świata w biegach przełajowych | Guiyang         | bieg seniorów       | 25. miejsce | 36:50    |
| 2016 | Mistrzostwa Afryki w biegach przełajowych | Jaunde          | bieg seniorów       | 2. miejsce  | 26:35    |
| 2016 | Mistrzostwa Afryki                        | Durban          | bieg na 5000 metrów | 9. miejsce  | 13:32,77 |
| 2016 | Igrzyska olimpijskie                      | Rio de Janeiro  | bieg na 5000 metrów | eliminacje  | 13:24,66 |
| 2017 | Mistrzostwa świata w biegach przełajowych | Kampala         | bieg seniorów       | 31. miejsce | 30:11    |

## Rekordy życiowe
- Bieg na 3000 metrów – 7:44,14 (2014)
- Bieg na 5000 metrów – 13:10,69 (2015)